# Vacaciones en Las Vegas
Vacaciones en Las Vegas (Vegas Vacation, en inglés) es una película de humor de 1997 dirigida por Stephen Kessler. Es la cuarta entrega de la saga de vacaciones de Nacional Lampoon y fue escrita por Elisa Bell, basándose en una historia de Bell y Bob Ducsay. Las estrellas de película son Chevy Chase, Beverly D'Angelo, Randy Quaid, Wayne Newton, Ethan Embry y Wallace Shawn. La película recaudó en torno a 36,4 millones de dólares, solo en Estados Unidos. Vacaciones en Las Vegas es la primera obra en película de la saga Vacaciones sin la etiqueta de National Lampoon ni créditos a John Hughes.

## Sinopsis
Clark Griswold trabaja en una fábrica de conservantes y alimentos y ha inventado un conservante de larga duración para la comida, siendo felicitado por Frank Shirley. Para celebrarlo, le dice a su familia que se vayan de vacaciones con él. Parte del motivo del viaje es por Clark y Ellen, que van a casarse. Sin embargo, la emoción decae cuando Clark dice que están de camino a Las Vegas. Su mujer, Ellen, y su hija adolescente, Audrey, tienen sus dudas, ya que Las Vegas no es santo de la devoción de su atmósfera familiar; aunque su hijo adolescente, Rusty, parece algo más entusiasmado.

## Elenco
- Chevy Chase como Clark Wilhelm Griswold, patriarca de los Griswold.
- Beverly D'Angelo como Ellen Priscilla Booth Smith Griswold, la mujer de Clark.
- Ethan Embry como Russell «Rusty» Griswold, hijo de Clark y Ellen. Representado anteriormente por Anthony Michael Hall, Jason Lively y Johnny Galecki.
- Marisol Nichols como Audrey Griswold, hija de Clark y Ellen. Representada anteriormente por Dana Barron, Dana Hill y Juliette Lewis.
- Randy Quaid como el primo Eddie Johnson, primo político de Clark y Ellen.
- Wayne Newton como él mismo.
- Wallace Shawn como Marty, repartidor de Blackjack.
- Miriam Flynn como la prima Catherine Johnson, prima de Ellen y mujer de Eddie.
- Shae D'lyn como la prima Vicki Johnson, hija de Eddie y Catherine. Representada anteriormente por Jane Krakowski en la primera película.
- Juliette Brewer como la prima Ruby Sue Johnson, hija de Eddie y Catherine. Representada anteriormente por Ellen Hamilton Latzen en la última película.
- Zack Moyes como el primo Denny Johnson, hijo de Eddie y Catherine.
- Christie Brinkley como «la chica del Ferrari rojo».
- Julia Sweeney como Mirage.
- Siegfried & Roy como ellos mismos.
- Toby Huss como Frank Sinatra impersonal.
- Sid Caesar como el Sr. Ellis
- Jerry Weintraub como «Gilly from Philly»